# Kopf hoch, Johannes!
Kopf hoch, Johannes! è un film del 1941 diretto da Viktor de Kowa, un famoso attore che diresse nella sua carriera solo tre pellicole.
Film propagandistico del nazismo, voluto personalmente da Joseph Goebbels, dopo la guerra venne inserito dagli alleati in una lista di pellicole proibite. Ancora oggigiorno, per vederlo, le proiezioni sono riservate e a porte chiuse.
Nei panni di Johannes, l'attore Klaus Detlef Sierck, figlio di Detlef Sierck (il futuro regista hollywoodiano Douglas Sirk). Nella sua carriera, il giovanissimo attore (all'epoca delle riprese aveva 15 anni) girò poco più di una dozzina di film. Dopo questo, interpretò ancora Il grande re. Arruolato nell'esercito, venne mandato sul fronte orientale e morì a 19 anni il 6 marzo 1944 in Ucraina.

## Trama
I Redel sono una famiglia tedesca che, da dieci anni, vive separata: la madre, con il figlio Johannes, in Argentina; il padre, un proprietario terriero, nelle vicinanze di Berlino. Johannes, nella sua nuova patria, viene chiamato da tutti Juan e si abitua allo stile di vita molto rilassato della madre. Dopo la morte improvvisa di questa, vede la zia Julieta, come ha chiesto sua madre prima di morire e ritorna in Germania con lei, dal padre. Quest'ultimo, uomo severo e rigoroso, mette nuovamente a disagio il figlio, come aveva sempre fatto prima di partire, un modo di fare che aveva portato alla dissoluzione della famiglia. Johannes non riesce ad abituarsi a quel nuovo stile di vita. Così chiede alla zia di riportarlo in Argentina. Il suo rifiuto provoca un litigio con i bambini del quartiere che finisce con l'incendio accidentale della paglia in un campo che va in fiamme.
Il giovane Wilhelm Panse, uno dei vicini, vuole vendicarsi e usa una fionda. Johannes, sperando così di essere rispedito in Argentina, accusa sé stesso quale colpevole, anche se poi spiega che l'incendio è stato un incidente in seguito allo scoppio di un petardo con cui voleva spaventare gli altri ragazzi.
La soluzione dell'educazione dei due ragazzi riottosi viene suggerita da Panse, il padre di Wilhelm, che manda il figlio alla NPEA, la Nationalpolitische Erziehungsanstalt (Istituto di rieducazione nazionale). Ma anche lì Johannes incontra dei grossi problemi di integrazione. Fino a quando il capo plotone, il dottor Angermann, scopre la sua passione per la musica e lo porta a credere nei nuovi valori della Germania nazista. Così, quando la zia con Pedro, il fidanzato, gli chiede di venire con loro in Argentina, Johannes rifiuta.
Johannes per insegnare a nuotare a Wilhelm - cosa espressamente vietata perché il ragazzo ha subito un trauma - provoca un incidente e Wilhelm resta in preda alle allucinazioni. Mentre il direttore pensa se punire Johannes, gli altri ragazzi - per sostenerlo - formano in giardino la frase Testa in alto, Johannes.
Alle manovre estive, Johannes si rivela un ottimo stratega. Durante le vacanze, padre e figlio si ritrovano finalmente insieme.

## Produzione
Il film fu prodotto dalla Majestic-Film GmbH. Venne girato nei dintorni di Potsdam e di Limburgo e, per gli interni, ai Tobis-Atelier di Berlino.
Richard Busch è l'autore delle parole della canzone Wir sind Kameraden.

## Distribuzione
Uscì nelle sale cinematografiche tedesche presentato in prima a Berlino al Tauentzien-Palast l'11 marzo 1941.